# Toranja
A Citrus × paradisi, comummente conhecida como toranja (grafia alternativa toronja), é uma espécie de citrino híbrido, originário de Barbados como um cruzamento acidental entre o pomelo (Citrus maxima) com a laranja (Citrus × sinensis).  É conhecida pelos frutos relativamente grandes, de sabor azedo a semidoce, um tanto amargo. A polpa interior é segmentada e varia em cor do amarelo claro ao rosa escuro.

## Nomes comuns
Dá ainda pelos seguintes nomes comuns regionais:
- em Macau é conhecida como jamboa[4];
- nalgumas regiões do Brasil pode ser conhecida como pomelo[5] (não confundir com a espécie Citrus maxima[6], que consigo partilha este nome comum) ou como pamplemussa.[7]

### Etimologia
Quanto ao nome científico desta espécie:
- O nome genérico, Citrus, provém do étimo latino cĭtrus, que significa «limoeiro».[8]

- O epíteto específico, paradisi[9], provém do étimo latino părădīsus, que significa «paraíso» ou «pomar».[10]

Quanto aos nomes comuns:
A palavra «toranja», bem como a sua grafia alternativa «toronja», provém do persa turanj através do árabe turünjâ.

## Descrição
A toranjeira é uma árvore de folha perene, com copas achaparradas e densamente folhadas, que, geralmente, mede cerca de 5 a 6 metros de altura, embora haja relatos de espécimes com 13 a 15 metros. As folhas são verde-escuras, longas (até 150 milímetros) e magras. Produzem flores brancas de quatro pétalas, com 5 centímetros.
No que toca ao fruto, as toranjas costumam variar em diâmetro, entre 10 a 15 centímetros, com algumas variedades contendo sementes, ao passo que outras não. De paladar ácido e azedo, com uma doçura latente, a toranja tem uma suculência similar à da laranja e possui muitos dos mesmos benefícios para a saúde. A toranja é um citrino grande, parente da laranja e do limão, sendo certo que é categorizado como um citrino rosa ou rubi, não pela cor da sua casca, que é amarela ou amarela rosada, mas pela cor da sua polpa.
Esta fruta tem casca amarelo-alaranjada de formato esférico-achatado. A polpa é segmentada e ácida, variando em cores, dependendo do cultivo, podendo ser branca, rosada, tinta e com diferentes doçuras.

### Cultivo
A toranjeira é uma árvore tropical adaptada a climas tropicais e subtropicais, tanto com chuvas invernais, como na orla do Mediterrâneo, incluindo o Algarve, como com chuvas estivais, como no Sudeste dos Estados Unidos, na Flórida, e no Sul do Brasil.
As temperaturas ideais para o cultivo deste citrino rondam os 25 e os 30 graus Celsius, sendo que o mês mais frio não deve registar temperaturas mínimas abaixo dos 15 graus Celsius. O crescimento desta planta tende a suspender-se se as temperaturas descerem abaixo dos 13 graus Celsius ou se subirem acima dos 38 graus Celsius. Costuma preferir solos profundos, com um nível de PH na ordem dos 5 ou 6, com boas propriedades de retenção de humidade e boa exposição solar.

Esta espécie tende a medrar melhor nos trópicos, incluindo nos trópicos húmidos, do que nos subtrópicos.Se for sujeita a períodos de seca superiores a 3 meses consecutivos, a toranjeira pode precisar de se socorrer de métodos de irrigação artificial. Por outro lado, as flores e os frutos desta planta não toleram a geada, embora a árvore em si ainda seja capaz de resistir até aos 7 graus Celsius negativos, antes de perecer.
As primícias da toranjeira só surgem já quando a árvores tem 7 ou 8 anos, antes disso não costuma produzir fruto. Em todo o caso, a utilidade económica desta planta costuma valer-se por períodos de 30 a 35 anos.

## Usos
A toranja tem utilidades alimentícias e medicinais, contando ainda com algumas valências na ramo tintureiro e da cosmética.

### Culinária
A toranja, por si só, pode ser comida crua, à mão, contando-se como um alimento típico de pequeno-almoço em muitas partes do mundo. Pode ser segmentada em gomos e adicionada a saladas de fruta. Pode ser espremida para fazer sumos naturais ou concentrados. Podendo, inclusive, ser empregada na confecção de geleias e compotas.
A casca da toranja pode ser caramelizada, bem como pode ser usada como fonte de pectina e de óleos essenciais, usados para aromatizar refrigerantes, pastilhas elásticas, bolos e gelados.
Das sementes pode extrair-se um óleo essencial que, quando refinado, pode servir de óleo culinário de alta qualidade.

### Farmacologia
Tanto os frutos como as flores desta planta têm propriedades medicinais, exploradas pelas industrias farmacológicas.

### Outros usos
Os resíduo do fruto, que não tenham utilidade para a industria alimentar ou farmacológica, podem ser aproveitados para forragem animal.
Com o óleo essencial extraído das sementes pode-se tingir tecidos de algodão e aromatizar sabões.

## Produção mundial
| País                                     | Produção em 2018 (toneladas anuais) |
| ---------------------------------------- | ----------------------------------- |
| China                                    | 4.965.768                           |
| Vietname                                 | 657.660                             |
| Estados Unidos                           | 558.830                             |
| México                                   | 459.610                             |
| África do Sul                            | 445.385                             |
| Índia                                    | 257.750                             |
| Turquia                                  | 250.000                             |
| Sudão                                    | 234.388                             |
| Tailândia                                | 219.838                             |
| Israel                                   | 148.896                             |
| Argentina                                | 114.118                             |
| Tunísia                                  | 104.593                             |
| Fonte: Food and Agriculture Organization |                                     |